# Абрагам Запрудер
Авраам Запрудер (англ. Abraham Zapruder, нар. 15 травня 1905, Ковель — † 30 серпня 1970, Даллас) — американський фабрикант жіночого одягу українського єврейського походження. Автор аматорського фільму «Фільм Запрудера», у якому знято вбивство Джона Кеннеді.

## Життєпис
Народився в єврейській родині в повітовому місті Ковель Волинської губернії. Там же здобув початкову чотирикласну освіту.
12 липня 1920 року родина 15-літнього Авраама припливла до Нью-Йорка, слідом за батьком сімейства Ізраелем Запрудером, який емігрував до США раніше. Запрудери оселилися в Брукліні.
Удень молодий Запрудер працював на виробництві одягу у швейному кварталі (Garment District) Мангетена, а ночами опановував англійську мову. У 1933 році побрався з Лілліаною Ґроссман, у них народилося двоє дітей.
У 1941 році переїхав до Далласу (Техас) та почав працювати на місцеву компанію Nardis з виробництва спортивного одягу. У 1949 році став співзасновником та президентом компанії Jennifer Juniors Inc.
Офіс Запрудера розташовувався за адресою 501 Елм-стріт в офісному центрі Дал-Тех (англ. Dal-Tex Building) на Далей-Плаза (англ. Dealey Plaza), навпроти від книгосховища Техаської школи (англ. Texas School Book Depository), неподалік від якого 22 листопада 1963 року Абрахам Запрудер зняв на кінокамеру убивство Джона Кеннеді.
30 серпня 1970 помер у віці 65 років від раку шлунку.
У 2007 році було знято фільм під назвою «Кадр 313», який розповідає про історію життя Абрахама Запрудера. Назва пов'язана з тим, що саме на 313-му кадрі відеозапису куля влучає в Кеннеді.

## Родина
- Ізраель Запрудер (англ. Israel) — батько Авраама.
- Лілліан Запрудер (англ. Lillian Grossman, нар.1 вересня 1913—†11 грудня 1993) — дружина Абрахама з 1933 року, до шлюбу Ґроссман.[4]

## Фільм Запрудера

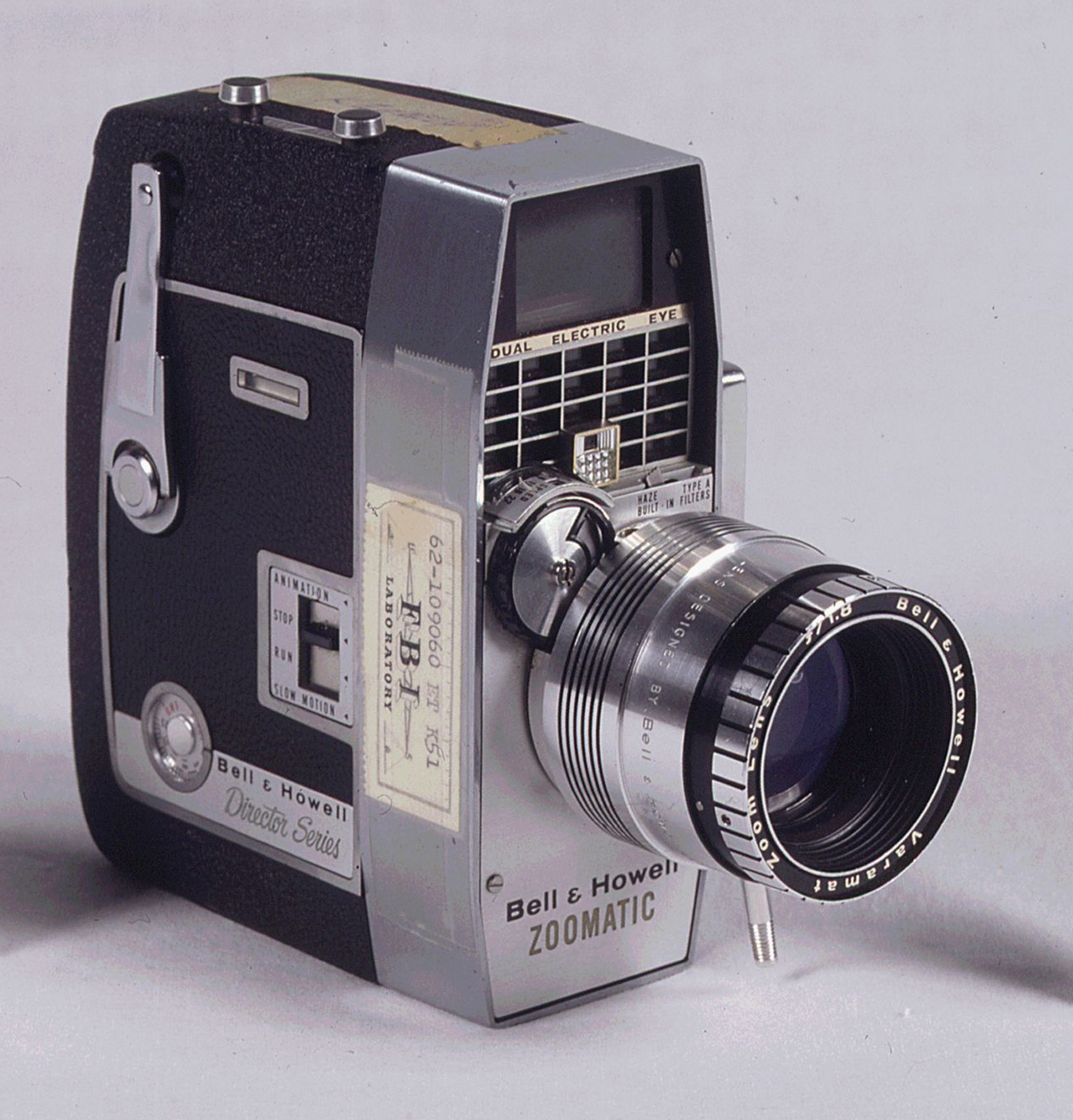
Кінокамера Запрудера

22 листопада 1963 року Абрахам Запрудер на механічну 8-міліметрову кінокамеру Bell & Howell зафільмував убивство 35-го президента Сполучених Штатів Джона Фіцджеральда Кеннеді.
У 1994 році Бібліотека Конгресу внесла фільм Запрудера в Національний реєстр фільмів, куди включаються фільми, що мають «культурне, історичне чи естетичне значення».

## «Фільм Запрудера» в культурі
Кіноматеріал А. Запрудера став темою вірша українського автора Дмитра Куренівця «zapruder film: 1963-11-22» (2010) .